# Xã Allen, Quận Harrison, Iowa
Xã Allen (tiếng Anh: Allen Township) là một xã thuộc quận Harrison, tiểu bang Iowa, Hoa Kỳ. Năm 2010, dân số của xã này là 199 người.